# Roman Cycowski
Roman Cycowski, de son nom complet Roman Josef Cycowski, est un chanteur américano-polonais, né à Tuszyn (Pologne) le 25 janvier 1901 et mort à Palm Springs (Californie, États-Unis) le 9 novembre 1998. 

## Biographie
Baryton Roman Cycowski est l'un des membres du groupe vocal de l'entre-deux-guerres Comedian Harmonists. Après la dissolution du groupe en raison de la judaïcité de trois des membres de l'ensemble, dont lui, il devient hazzan, chanteur de liturgie juive. Dans le film Comedian Harmonists de Joseph Vilsmaier sorti en 1997, son personnage est interprété par l'acteur Heino Ferch.